# Élections législatives nord-irlandaises de 2017
Les élections législatives nord-irlandaises de 2017 ont lieu le 2 mars 2017 afin de renouveler les 90 sièges de l'Assemblée d'Irlande du Nord, chambre monocamérale. 
Il s'agit d'élections anticipées qui font suite à la démission du vice-Premier ministre Martin McGuinness le 9 janvier 2017 en protestation du scandale impliquant la gestion d'un programme d'incitation au chauffage renouvelable.
Le 11 janvier 2020, un gouvernement est formé à la suite d'un accord. Cet exécutif de la 6e législature de l'Assemblée d'Irlande du Nord comprend des membres des cinq principaux partis politiques.

## Contexte politique
Le Northern Ireland (Miscellaneous Provisions) Act de 2014 prévoit que les élections ont lieu tous les cinq ans, le premier jeudi de mai. Les dernières élections ayant eu lieu en 2016, le prochain scrutin était prévu pour 2021. Toutefois, le 9 janvier 2017, le vice-Premier ministre Martin McGuinness (Sinn Féin) démissionne pour protester notamment contre la gestion par la Première ministre Arlene Foster (DUP) du programme Renewable Heat Incentive qui aurait gaspillé 500 millions de livres. 
En vertu du cadre institutionnel nord-irlandais, qui prévoit un partage du pouvoir entre unionistes et nationalistes, le Sinn Féin avait sept jours pour nommer un remplaçant à Martin McGuiness mais le parti refuse de le faire le 16 janvier 2017. Le secrétaire d'État pour l'Irlande du Nord James Brokenshire convoque alors des élections anticipées pour le 2 mars,,.
Pour l'Irlande du Nord, les conséquences du Brexit entériné le 23 juin 2016 par le référendum sur l'appartenance du Royaume-Uni à l'Union européenne, serait la réapparition d'une frontière physique avec la république d'Irlande. Un retour des contrôles aux frontières pourrait entraver les échanges commerciaux et la circulation des personnes entre les deux territoires pourrait ainsi menacer le processus de paix.

## Mode de scrutin
L'Irlande du Nord est une nation constitutive du Royaume-Uni bénéficiant de la dévolution de certains pouvoirs. L'organisation politique est héritée de l'accord du Vendredi saint adopté en 1998 qui met fin à trente ans de conflit nord-irlandais et de violences terroristes en mettant en place un partage du pouvoir entre unionistes et nationalistes. Pour cette raison, la vie politique nord-irlandaise n'est pas structurée en une majorité et une opposition parlementaires. À l'inverse, le pays est doté de manière permanente d'un gouvernement d'union nationale. L'exécutif nord-irlandais est choisi par l'Assemblée, chaque parti politique disposant d'un nombre de ministres proportionnel à son nombre de sièges à l'Assemblée. Le pays demeure membre par choix du Royaume-Uni, et conserve le droit de le quitter si une majorité de ses citoyens le souhaite. 
Ainsi, l'Assemblée d'Irlande du Nord est élue au suffrage universel direct via le scrutin à vote unique transférable, qui vise à assurer une représentation équitable des divers courants politiques, chacune des dix-huit circonscriptions élisant cinq députés (« membres de l'Assemblée législative », MLAs). Précédemment, chaque circonscription élisait six députés ; le nombre de parlementaires a été réduit afin de réduire le coût de la vie politique.
Les partis représentés à l'Assemblée se répartissent entre unionistes, nationalistes ou autres : après l'élection, le Premier ministre est nommé par le parti disposant du plus de sièges et le vice-Premier ministre est nommé par le parti disposant du plus de sièges au sein de l'autre désignation, de sorte que si le Premier ministre est unioniste, le vice-Premier ministre est nationaliste et vice-versa. Premier ministre et vice-Premier ministre dirigent ensemble l'Exécutif d'Irlande du Nord et disposent du même pouvoir.

## Gouvernement sortant et partis politiques
La vie politique s'articule principalement en un désaccord entre d'un côté les partis unionistes (que l'on appelle également loyalistes), qui souhaitent le maintien de l'Irlande du Nord dans le Royaume-Uni, et de l'autre les partis nationalistes (dits également républicains) qui souhaitent le rattachement de l'Irlande du Nord à la république d'Irlande. Les unionistes sont nettement majoritaires (d'où le maintien du statu quo à cette date). 
Les principaux partis unionistes, le Parti unioniste démocrate (DUP, droite) et le Parti unioniste d'Ulster (UUP, centre droit) sont principalement soutenus par des électeurs protestants, descendant notamment de migrants écossais arrivés au XVIIe siècle. À l'inverse, les partis nationalistes sont des partis de gauche : le Sinn Féin (socialiste) et le Parti social-démocrate et travailliste (SDLP) ; leur électorat est presque exclusivement catholique, notamment pour le Sinn Féin. Le cinquième principal parti du pays, le Parti de l'Alliance, est un parti centriste, libéral, qui rejette le clivage religieux et ne se positionne pas sur la question de l'unionisme ou du nationalisme, cherchant à bâtir une nation unie au-delà de telles différences.
À l'inverse de gouvernements antérieurs multipartites, l'éphémère gouvernement sortant (mai 2016-janvier 2017) n'est constitué que du DUP et du Sinn Féin, ainsi que de Claire Sugden - unioniste sans étiquette nommée ministre de la Justice. La première ministre sortante, Arlene Foster, est la chef du DUP, tandis que le vice-premier ministre démissionnaire, Martin McGuinness, est issu du Sinn Féin.

## Candidats
Martin McGuinness, vice-Premier ministre de 2007 à 2017, annonce qu'il ne se représente pas en raison de problèmes de santé et met ainsi un terme à sa carrière politique. Le Sinn Féin choisit Michelle O'Neill, jusque-là ministre de la Santé, pour le remplacer. Martin McGuinness décède à la suite de problèmes cardiaques le 21 mars.

## Campagne
Le 14 février, l'UUP publie son programme, et propose notamment un « réel partenariat » au sein du gouvernement nord-irlandais.
Le Sinn Féin publie son programme le 15 février, et propose notamment de favoriser la langue irlandaise, le mariage homosexuel, et la mise en place d'un référendum sur l'unification de l'Irlande.
Le DUP publie son programme le 20 février, et propose de mettre la priorité sur la santé, l'emploi, le budget des ménages, l'éducation et les infrastructures.
Le 21 février, le parti de l'Alliance publie son programme, et propose d'améliorer l'emploi, l'économie, la santé et l'éducation.
Le SDLP publie son programme le 22 février, qui propose un statut spécial pour l'Irlande du Nord au sein de l'Europe et des réformes du système de santé.
Si aucun compromis gouvernemental n'est trouvé après les élections, l'Irlande du Nord devrait passer sous contrôle direct du gouvernement britannique, alors que les divisions entre nationalistes et unionistes sont profondes. Il existe des points de blocage, notamment le statut donné à la langue irlandaise. Le statut de la frontière avec l'Irlande à la suite du Brexit est au centre des discussions.

### Cartes

En bleu la participation, en vert l'évolution de la participation par rapport à la dernière élection.

Parti arrivé en tête et députés élus par circonscription.

## Sondages
| Date                         | Sondeur             | Taille de l'échantillon | DUP    | SF     | UUP    | SDLP   | Alliance | TUV   | Vert  | PBP   | Autres | Total unionistes | Total nationalistes | Total autres |
| ---------------------------- | ------------------- | ----------------------- | ------ | ------ | ------ | ------ | -------- | ----- | ----- | ----- | ------ | ---------------- | ------------------- | ------------ |
| 24 février – 26 février 2017 | Lucid Talk          | 1 580                   | 26,3 % | 25,3 % | 13,9 % | 12,2 % | 9,5 %    | 4,4 % | 3,4 % | 2,4 % | 2,7 %  | 44,6             | 37,5                | 18,0         |
| 28 – 28 janvier 2017         | Lucid Talk          | 1 580                   | 25,9 % | 25,1 % | 13,9 % | 12,4 % | 8,9 %    | 4,3 % | 3,9 % | 2,7 % | 3,1 %  | 44,1             | 37,5                | 18,6         |
| 5 mai 2016                   | Dernières élections | 703 744                 | 29,2 % | 24,0 % | 12,6 % | 12,0 % | 7,0 %    | 3,4 % | 2,7 % | 2,0 % | 7,1 %  | 45,2             | 36                  | 18,8         |

## Résultats

### Globaux
|                          |                                        |           |       |      |        |               |  |  |  |
| Parti                    | Parti                                  | Voix      | %     | +/-  | Sièges | +/-           |  |  |  |
|                          | Parti unioniste démocrate              | 225 413   | 28,06 | 1,14 | 28     | 10            |  |  |  |
|                          | Sinn Féin                              | 224 245   | 27,91 | 3,91 | 27     | 1             |  |  |  |
|                          | Parti unioniste d'Ulster               | 103 314   | 12,86 | 0,26 | 10     | 6             |  |  |  |
|                          | Parti social-démocrate et travailliste | 95 958    | 11,94 | 0,06 | 12     | en stagnation |  |  |  |
|                          | Parti de l'Alliance d'Irlande du Nord  | 72 717    | 9,05  | 2,05 | 8      | en stagnation |  |  |  |
|                          | Voix unioniste traditionnelle          | 20 523    | 2,55  | 0,85 | 1      | en stagnation |  |  |  |
|                          | Parti vert                             | 18 527    | 2,31  | 0,39 | 2      | en stagnation |  |  |  |
|                          | Le Peuple avant le profit              | 14 100    | 1,76  | 0,24 | 1      | 1             |  |  |  |
|                          | Parti unioniste progressiste           | 5 590     | 0,69  | 0,21 | 0      | en stagnation |  |  |  |
|                          | Parti conservateur                     | 2 399     | 0,30  | 0,10 | 0      | en stagnation |  |  |  |
|                          | Alternative travailliste               | 2 009     | 0,25  | 0,05 | 0      | en stagnation |  |  |  |
|                          | UKIP                                   | 1 579     | 0,20  | 1,30 | 0      | en stagnation |  |  |  |
|                          | CISTA                                  | 1 273     | 0,16  | 0,24 | 0      | en stagnation |  |  |  |
|                          | Parti des travailleurs d'Irlande       | 1 261     | 0,16  | 0,04 | 0      | en stagnation |  |  |  |
|                          | Indépendants                           | 14 407    | 1,79  | 1,51 | 1      | en stagnation |  |  |  |
|                          |                                        |           |       |      |        |               |  |  |  |
| Votes valides            | Votes valides                          | 803 315   | 98,83 |      |        |               |  |  |  |
| Votes blancs et nuls     | Votes blancs et nuls                   | 9 468     | 1,17  |      |        |               |  |  |  |
| Total                    | Total                                  | 812 783   | 100   | –    | 90     | 18            |  |  |  |
| Abstentions              | Abstentions                            | 441 926   | 35,22 |      |        |               |  |  |  |
| Inscrits / participation | Inscrits / participation               | 1 254 709 | 64,78 |      |        |               |  |  |  |

### Par circonscription
| Circonscriptions         | DUP | SF | UUP | SDLP | Alliance | TUV | Vert | PBP | Ind. | Total unioniste | Total nationaliste | Total autres |
| ------------------------ | --- | -- | --- | ---- | -------- | --- | ---- | --- | ---- | --------------- | ------------------ | ------------ |
| Belfast East             | 2   |    | 1   |      | 2        |     |      |     |      | 3               | 0                  | 2            |
| Belfast North            | 2   | 2  |     | 1    |          |     |      |     |      | 2               | 3                  | 0            |
| Belfast South            | 1   | 1  |     | 1    | 1        |     | 1    |     |      | 1               | 2                  | 2            |
| Belfast West             |     | 4  |     |      |          |     |      | 1   |      | 0               | 4                  | 1            |
| East Antrim              | 2   |    | 2   |      | 1        |     |      |     |      | 4               | 0                  | 1            |
| East Londonderry         | 2   | 1  |     | 1    |          |     |      |     | 1    | 4               | 1                  | 0            |
| Fermanagh & South Tyrone | 1   | 3  | 1   |      |          |     |      |     |      | 2               | 3                  | 0            |
| Foyle                    | 1   | 2  |     | 2    |          |     |      |     |      | 1               | 4                  | 0            |
| Lagan Valley             | 2   |    | 1   | 1    | 1        |     |      |     |      | 3               | 1                  | 1            |
| Mid Ulster               | 1   | 3  |     | 1    |          |     |      |     |      | 1               | 4                  | 0            |
| Newry & Armagh           | 1   | 3  |     | 1    |          |     |      |     |      | 1               | 4                  | 0            |
| North Antrim             | 2   | 1  | 1   |      |          | 1   |      |     |      | 4               | 1                  | 0            |
| North Down               | 2   |    | 1   |      | 1        |     | 1    |     |      | 3               | 0                  | 2            |
| South Antrim             | 2   | 1  | 1   | 1    | 1        |     |      |     |      | 3               | 2                  | 0            |
| South Down               | 1   | 2  |     | 2    |          |     |      |     |      | 1               | 4                  | 0            |
| Strangford               | 3   |    | 1   |      | 1        |     |      |     |      | 3               | 1                  | 1            |
| Upper Bann               | 2   | 1  | 1   | 1    |          |     |      |     |      | 3               | 2                  | 0            |
| West Tyrone              | 1   | 3  |     | 1    |          |     |      |     |      | 1               | 4                  | 0            |

### Défaites notables
| Député | Député        | Député        | Parti       | Circonscription  | Siège depuis | Poste                                                                                                 |
| ------ | ------------- | ------------- | ----------- | ---------------- | ------------ | --- |
|        | Danne Kennedy | Danny Kennedy | UUP         | Newry and Armagh | 1998         | Ministre de l'Emploi et de l'Apprentissage (2010-2011) Ministre du Développement régional (2011-2015) |
|        | Alex Attwood  | Alex Attwood  | SDLP        | Belfast West     | 1998         | Ministre du Développement social (2010-2011) Ministre de l'Environnement (2011-2013)                  |
|        | Jonathan Bell | Jonathan Bell | Indépendant | Strangford       | 2010         | Ministre (DUP) des Entreprises, du Commerce et des Investissements (2015-2016)                        |

## Analyse et conséquences
Mike Nesbitt annonce sa démission à la tête de l'UUP.
Le DUP passe sous la barre des 30 sièges qui permet de déclencher un petition of concern. Cette disposition requiert qu'une loi soit approuvée à la fois par les unionistes et les nationalistes, et permet de bloquer de facto certaines lois. Cela pourrait permettre la légalisation du mariage homosexuel, pour lequel le Sinn Féin avait fait campagne. 
Le Sinn Féin et le Parti unioniste démocrate engagent des négociations pour former un gouvernement. En cas d'échec dans un délai de trois semaines, de nouvelles élections seraient organisées. Le Direct Rule pourrait également être appliqué, à savoir un contrôle direct du gouvernement de Londres. Le Sinn Féin signale le 26 mars que les négociations en vue de la formation d'un gouvernement n'ont pas abouti. Le parti refuse de nommer un vice-Premier ministre et de participer au gouvernement. Le lendemain, la date butoir pour la formation d'un gouvernement est atteinte. Le gouvernement britannique annonce un délai supplémentaire de « quelques courtes semaines » pour l'obtention d'un accord. Le ministre britannique aux Affaires nord-irlandaises, James Brokenshire, laisse entendre qu'en cas d'absence d'accord, il n'y aura pas de nouvelle élection, mais un retour au contrôle direct des autorités britanniques sur l'Irlande du Nord. Aucun accord n'a lieu à la date butoir.
Fin avril, les parties s'accordent à reporter la reprise des discussions après la tenue des élections législatives britanniques anticipées du 8 juin. Le gouvernement britannique fixe au 29 juin la date butoir pour la formation d'un exécutif nord-irlandais. Le 11 janvier 2020, Arlene Foster redevient première ministre à la suite d'un accord après plus de trois ans de suspension des institutions.